# Tinantia caribaea
Tinantia caribaea är en himmelsblomsväxtart som beskrevs av Ignatz Urban. Tinantia caribaea ingår i släktet änketårssläktet, och familjen himmelsblomsväxter. Inga underarter finns listade.